# Franz Keller (Heimatforscher)

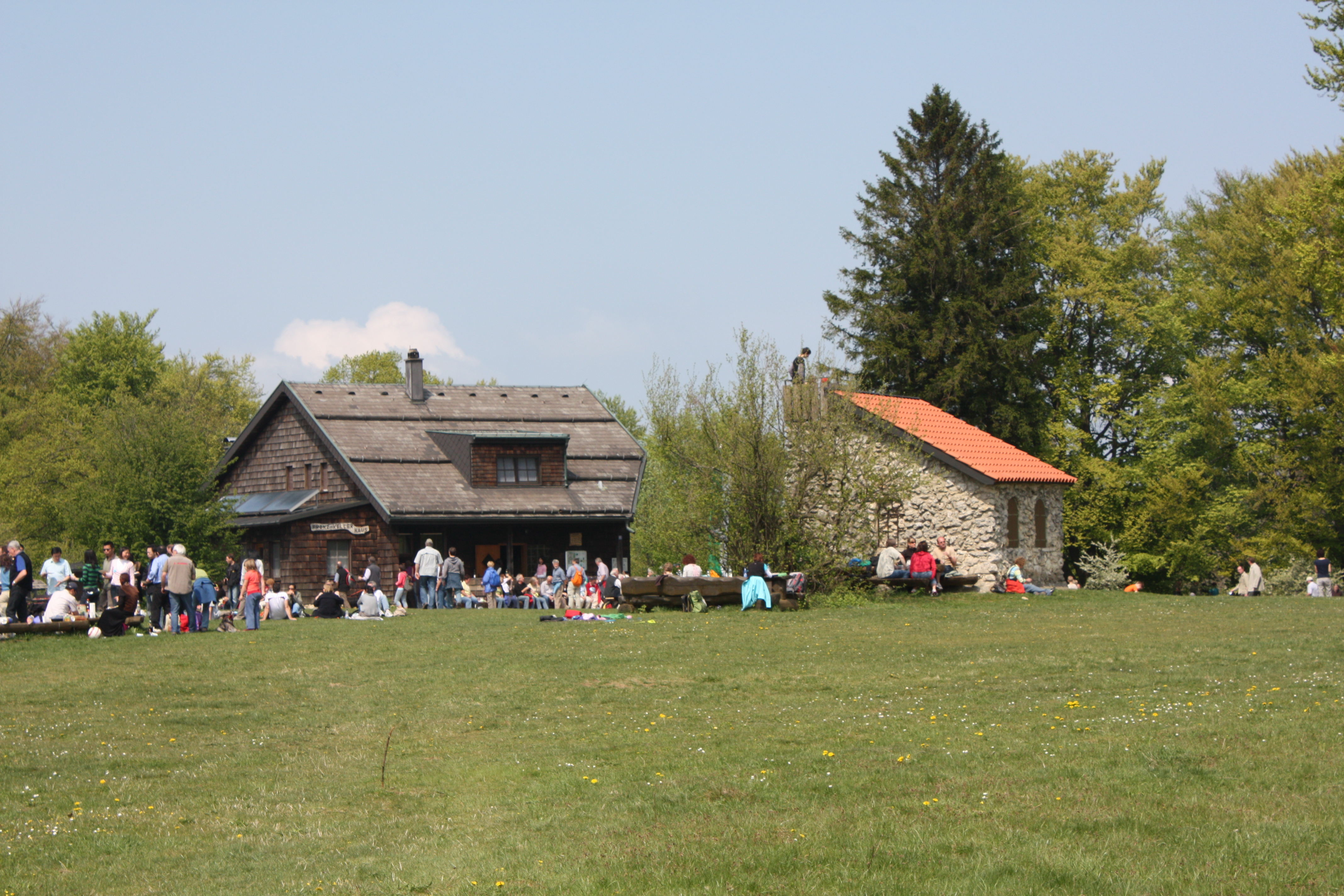
Das nach Franz Keller benannte Haus auf dem Kalten Feld.

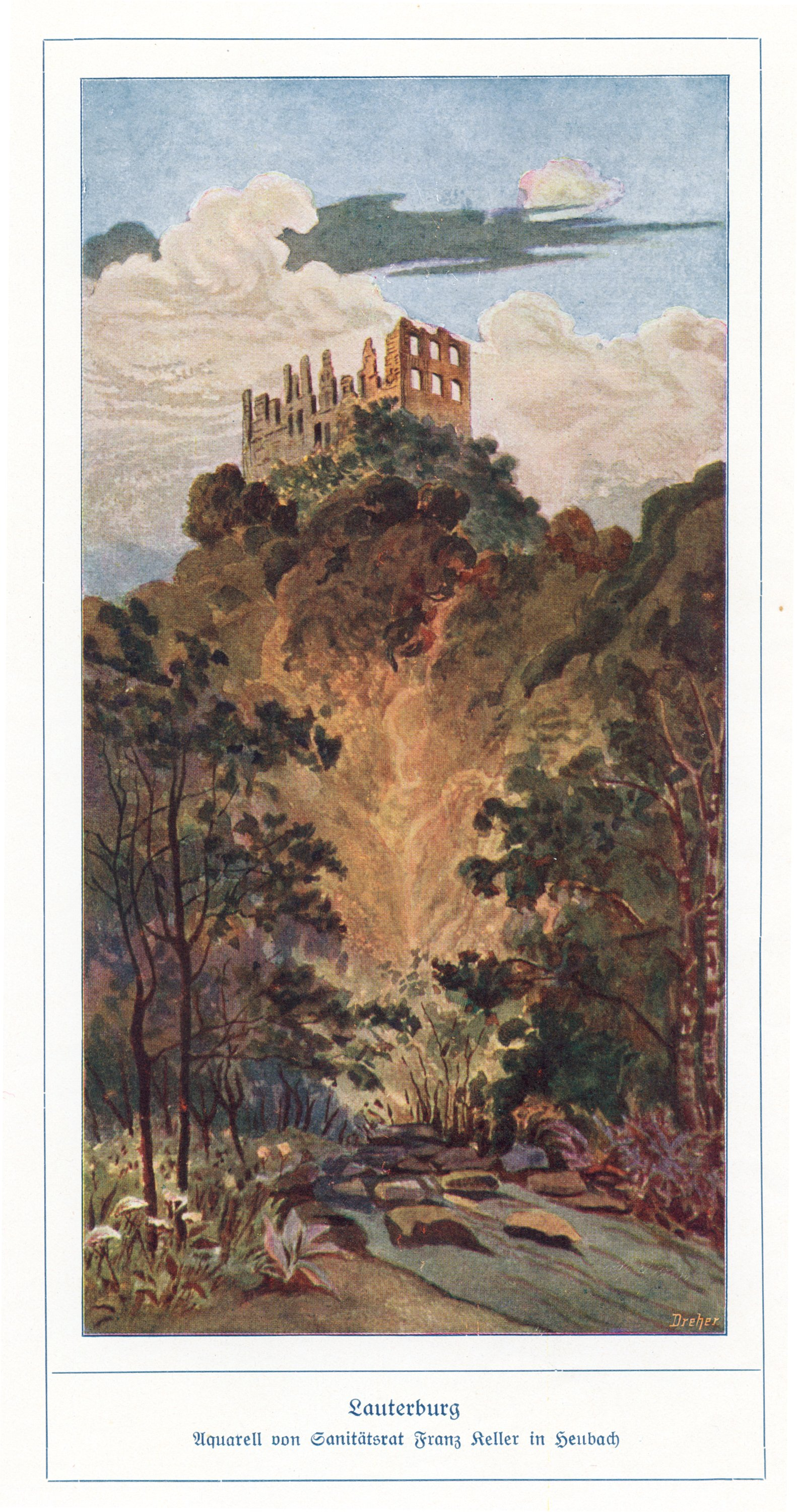
Aquarell, das Franz Keller zugeschrieben wurde; dargestellt ist die Ruine Lauterburg bei Essingen.

Franz Keller (* 3. Juli 1852 in Reutlingen; † 17. Juni 1938 in Heubach) war ein deutscher Arzt, Archäologe und Pionier der Wanderbewegung im Schwäbischen Albverein, als auch ein Heimatforscher in Heubach. Er wurde als Rosensteindoktor bekannt.

## Leben
Franz Keller wuchs als Kind des Kaufmanns Heinrich Rudolf Keller und dessen Frau Karoline Keller, geborene Finckh aus der Familie des Dichters Ludwig Finckh auf und erhielt seine Bildung unter anderem an der Lateinschule in Reutlingen, dem Evangelisch-Theologischen Seminar in Urach sowie während seines Medizin-Studiums an den Universitäten in Tübingen, München und Freiburg im Breisgau (1870 bis 1876). 1877 war er wohl zum ersten Mal in Heubach, wo er Stadt- und Distriktarzt wurde. Dort entwickelte er auch schnell seine Leidenschaft für die Heimatforschung und publizierte viele seiner historischen und archäologischen Nachforschungen, in deren Mittelpunkt der Rosenstein mit seinen Karsthöhlen stand. Funde machte er beispielsweise an der Kleinen Scheuer.
Franz Keller wurde 1927 die Ehrenbürgerwürde der Stadt Heubach im Blick auf seine Verdienste als Arzt, Heimatforscher und Förderer des Fremdenverkehrs verliehen. 2008 wurde ihm zu Ehren die Franz-Keller-Stube im Heubacher Schloss eingerichtet, wo sich auch ein Teil seines Nachlasses befindet.
Keller war Mitbegründer der Ortsgruppe Heubach des Schwäbischen Albvereins und langjähriger Vorsitzender (1892–1932) von dessen Nordostgau.
Auf der Hochebene des Kalten Feldes steht an der höchsten Stelle das zu seinen Ehren nach ihm benannte Franz-Keller-Haus, ein bewirtschaftetes Wanderheim des Schwäbischen Albvereins. Auf dem Rosenstein wurde ihm ein Denkmal errichtet. In der Stadt Heubach ist die Franz-Keller-Straße nach ihm benannt.
Zu Kellers Werken gehören auch Malereien und Fotografien mit Bezug zu Heubach und Umgebung.

## Schriften
- Dr. med. Franz Keller, Sonderschrift über den Rosenstein, Heubach 1938
- Franz Keller, Rosensteins Urgeschichte, Verlag des Schwäbischen Albvereins, Tübingen 1921